# Viktor Bracht
Viktor Friedrich Bracht (* 16. September 1819 in Düsseldorf, Provinz Jülich-Kleve-Berg; † 26. Januar 1887 in Rockport, Texas) war ein deutschamerikanischer Geschäftsmann und Autor einer Schrift, die für die Auswanderung nach Texas warb.

## Leben
Bracht war Sohn des Düsseldorfer Anwalts Friedrich Bracht und dessen Ehefrau Katharina Antoinette Salome von Dorsten (1782–1855), Bruder des Juristen Prosper Bracht und des Arztes Felix Bracht (1808–1882), Onkel des Malers Eugen Bracht sowie Neffe des vestischen und arenbergischen Rentmeisters Franz Anton Bracht. Er wuchs in Düsseldorf-Bilk auf. Nach der Schule erhielt er eine Ausbildung zum Kaufmann.
Als Angestellter des Mainzer Adelsvereins wanderte er 1845 in die Republik Texas aus. Deren Bürger wurde er am 15. Dezember 1845, wenige Tage bevor Texas durch US-Präsident James K. Polk annektiert wurde. Angekommen in Galveston zog er weiter nach New Braunfels, wo er 1846 ein Haus und ein Lebensmittelgeschäft errichtete. Im Auftrag seines Arbeitgebers, des Adelsvereins, bereiste er in den nächsten Jahren Texas, insbesondere entlang der Flüsse Medina, Colorado, Guadalupe, San Antonio, Pedernales und Llano River, und sammelte Erkenntnisse, die er in der 1849 in Elberfeld veröffentlichten Schrift Texas im Jahre 1848 darstellte. Das erst 1931 in englischer Sprache veröffentlichte, 1991 wiederaufgelegte Werk hat natur- und landeskundliche Bedeutung, auch weil Bracht auf seinen Erkundungen der Flora und Fauna besondere Aufmerksamkeit schenkte. New Braunfels beschrieb er damals als eine Ansiedlung mit rund 150 Häusern, in denen 800 Deutsche, 150 Texasdeutsche, 50 Amerikaner, 10 Mexikaner und einige Mitglieder einer Kolonie von Henri Castro (1786–1865) lebten.
Als er 1846/47 kurzzeitig wieder in Deutschland weilte, lernte er die in Köln geborene Sybilla Anna Maria Schäfer (1830–1904) kennen, die er 1849 in Indianola (Texas) heiratete. Das Paar hatte sieben, das Erwachsenenalter erreichende Kinder, die zwischen 1852 und 1872 geboren wurden. 1854 oder 1855 zog Bracht mit seiner Familie nach San Antonio, wo er ebenfalls ein Lebensmittelgeschäft betrieb und nahe der Missionsstation Alamo ein Importgeschäft unterhielt. Um 1860 trat Bracht in New York City als Zahlmeister in die Dienste eines englischen Syndikats, das die Absicht hatte, in Mexiko eine Eisenbahnstrecke zu bauen. Als er anschließend in Orizaba lebte, wodurch er seine Familie und sich den unmittelbaren Auswirkungen des Sezessionskrieges entzog, diente er zeitweise dem mexikanischen Kaiser Maximilian als Übersetzer.
Mit dem Untergang des mexikanischen Kaisertums im Jahr 1867 verlor Bracht seinen dort aufgebauten Besitz und ging zurück nach New York, wo er in den Dienst der Dampfschifffahrtslinie von Charles Morgan trat, der eine Linie von Rockport nach New Orleans eröffnete, um Vieh zu transportieren. 1869 wurde Bracht Buchhalter des Tabakhändlers Thomas Henry Mathis (1834–1899), des Gründers von Rockport. 1871 wurde er dort Zollinspektor, später für eine Weile Zollinspektor in Carrizo. Schließlich lebte er wieder in Rockport, wo er Land erwarb und Beigeordneter (alderman) wurde.

## Schrift
- Texas im Jahre 1848. Band 1 der Reihe Neueste Länderkunde mit besonderer Beziehung auf deutsche Auswanderung und Colonisation. Julius Bädeker, Elberfeld und Iserlohn 1849 (Digitalisat).